# Yelizaveta Tuktamýsheva
Yelizaveta Serguéyevna Tuktamýsheva (en ruso: Елизавета Серге́евна Туктамышева, 17 de diciembre de 1996) es una patinadora artística sobre hielo rusa, campeona de Rusia en 2013, medallista de bronce en el Campeonato Europeo de 2013, campeona de la final del Grand Prix de 2014/15 y campeona de Europa y campeona del Mundo en 2015. Compitiendo como júnior, fue medallista de plata en la final del Grand Prix de 2010/11 y en el Campeonato Mundial de 2011 y ganó los Juegos Olímpicos de la Juventud de 2012. Medallista de bronce de la Final del Grand Prix de 2018-2019. Subcampeona mundial del campeonato mundial de patinaje artístico sobre hielo 2021.

## Carrera

### Primeros pasos
Tuktamýsheva comenzó a patinar a la edad de cuatro años, cuando conoció a unas chicas que también les gustaba el deporte. Su primer entrenadora fue Svetlana Veretennikova, más adelante Alexei Mishin decidió aceptarla en su grupo de entrenamiento. Originaria de Glazov, viajaba desde su ciudad hacia San Petersburgo para entrenar. La patinadora fue una de las más competitivas de acuerdo con algunos medios rusos, pues a la edad de 12 años podía completar saltos de gran dificultad como el triple axel. En su primer Campeonato de Rusia quedó en décimo lugar, su entrenador Mishin le permitió participar en el Campeonato de Rusia de 2008 con una edad de 11 años. En el año 2009 ganó la medalla de plata en el Campeonato de Rusia, para el año siguiente ganó el bronce.

### Trayectoria

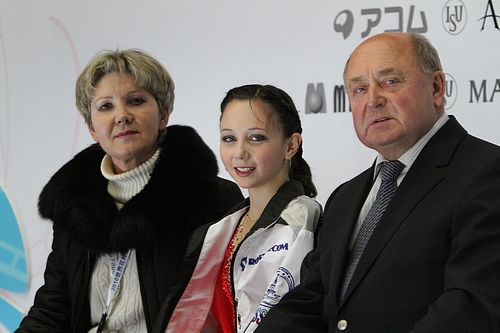
Tuktamýsheva con sus entrenadores Alexei Mishin y Svetlana Veretennikova en 2010.

#### Nivel júnior
La temporada 2010-2011 fue el inicio de la edad competitiva de la patinadora, de acuerdo al reglamento de la ISU. Ganó el evento del Grand Prix en Alemania y Rumania, donde calificó a la final y quedó en segundo lugar. En el Campeonato de Rusia de 2011 ganó la medalla de bronce. Tuktamýsheva aún no era elegible para la categoría senior durante la temporada 2011-2012. Fue asignada a dos eventos de Grand Prix: El Skate Canadá de 2011 y el Trofeo Éric Bompard de 2011. Al debutar en la categoría sénior en el Skate Canadá ganó la medalla de oro.

#### Nivel sénior
En el Campeonato de Rusia de 2012 la patinadora quedó en cuarto lugar, en su aparición en los Juegos Olímpicos de invierno de 2012 ganó la medalla de oro. Para la temporada 2012-2013 Tuktamýsheva sufrió un problema de rodilla, fue asignada para participar en el Skate Canadá y el Trofeo Éric Bompard, ambos de 2012. Su entrenador confirmó que el bajo desempeño de su alumna fue debido a la lesión y a su crecimiento. Quedó en tercera posición en el Trofeo Éric Bompard y calificó a la final del Grand Prix en Sochi. Durante el evento se enfermó pero pudo continuar participando, su equipo la apoyó y ganaron, ella obtuvo su primer título nacional sénior. En el Campeonato de Europa de 2013 ganó el bronce, mientras en el Campeonato mundial quedó en octavo lugar. Tuktamýsheva inició la temporada del Grand Prix en el Skate América de 2014, donde ganó la medalla de plata. En la Copa de China 2014 se llevó el oro y una nueva marca personal de 203.58 puntos. En el Campeonato de Rusia de 2015 ganó la plata y en el Europeo quedó también en segundo lugar.
Tuktamýsheva terminó su temporada patinando para el equipo de Rusia en el Trofeo de 2015, ayudó a ganar la medalla de plata a su equipo. En la  primavera de 2015 viajó a Suiza para entrenar con Stéphane Lambiel y su compañera italiana Carolina Kostner. El inicio de la temporada 2015-2016 lo hizo ganando un tercer lugar en el Abierto de Japón. De vuelta en el Grand Prix, ganó la medalla de plata en el Skate Canadá. En el Campeonato de Rusia quedó en octavo lugar, para la Copa de equipos de 2016 fue invitada pero se retiró debido a una herida en la rodilla.
Tras varios años ausente del patinaje competitivo, Tuktamýsheva comenzó a entrenar un salto triple axel con la intención de participar en la temporada 2018-2019. Comenzó con una participación en el Trofeo de Lombardia, donde ganó la medalla de oro. En el Trofeo de Finlandia, la patinadora se llevó de nuevo el oro con el primer lugar en el programa corto y libre. Sus asignaciones a la Serie del Grand Prix fueron el Skate Canada 2018 y el Trofeo NHK 2018. Su primer evento en Canadá le dio la medalla de oro. En su segundo evento consiguió la medalla de bronce y obtuvo nuevas marcas personales en sus interpretaciones. Con 26 puntos sumados en ambos eventos, clasificó a la Final del Grand Prix, donde ganó la medalla de bronce.

### Programas
|           | Programa corto | Programa libre | Exhibición                                                                      |
| --------- | --- | --- | ------------------------------------------------------------------------------- |
| 2019–2020 | - Drumming Song por Florence + The Machine choreo. Shae-Lynn Bourne - Oblivion de Astor Piazzolla choreo. Shae-Lynn Bourne | - Caravan de Juan Tizol yDuke Ellington por The Hot Sardines - Utt Da Zay de Andrey Makarevich y Yevgeniy Borets con Irina Rodiles - Bei Mir Bistu Shein de Hot Sardines choreo. Tatiana Prokofieva | - Shallow de A Star Is Born por Lady Gaga yBradley Cooper choreo. Ilya Averbukh |
| 2018–2019 | Assassin's Tango de John Powell                                                                                            | *You Don't Love Me de Caro Emerald *Petite Fleur de The Hot Sardines | Toxic de Britney Spears                                                         |
| 2017-2018 | Pisando Flores Ara Malikian                                                                                                | Erinnerung de Efim Jourist Quartett |                                                                                 |
| 2016–2017 | Carmina Burana de Carl Orff                                                                                                | Dance of the Sabres de Volker Barber | Mambo Italiano de Gerard Darmon                                                 |
| 2015–2016 | Boléro de Maurice Ravel (Coreografía de Tatiana Prokofieva)                                                                | In the Hall of the Mountain King (Coreografía de Stéphane Lambiel) | I Put a Spell on You de Jeff Beck ft. Joss Stone                                |
| 2014–2015 | Boléro de Maurice Ravel | Batwannis Beek de The REG Project | Get Low de Dillon Francis y DJ Snake                                            |
| 2013–2014 | Gopher Mambo de Yma Sumac                                                                                                  | Malagueña de Ernesto Lecuona (Coreografía de Jeffrey Buttle) | Adiós Nonino de Astor Piazzolla (Coreografía de Stéphane Lambiel)               |
| 2012–2013 | Love Story de Francis Lai (Coreografía de David Wilson)                                                                    | Dark Eyes (Coreografía de David Wilson) | Adiós Nonino de Astor Piazzolla (Coreografía de Stéphane Lambiel)               |
| 2011–2012 | Adiós Nonino de Astor Piazzolla (Coreografía de Stéphane Lambiel)                                                          | Bésame Mucho de Michel Petrucciani | Harem de R.E.G. Project                                                         |
| 2010–2011 | Harem de R.E.G. Project | Asturias de Isaac Albéniz | In The Closet de Michael Jackson                                                |
| 2009–2010 | Solveig's Song de Edvard Grieg                                                                                             | Asturias de Isaac Albéniz | Solveig's Song de Edvard Grieg                                                  |
| 2008–2009 | Gypsy Dance de Ludwig Minkus                                                                                               | Memoirs of a Geisha de John Williams | Giselle de Adolphe Adam                                                         |
| 2007–2008 | Pictures at an Exhibition de Modest Músorgski                                                                              | El lago de los cisnes de Piotr Chaikovski |                                                                                 |

### Resultados nivel sénior
| Temporada 2019-2020         |                                   |                |                |          |
| Fecha                       | Evento                            | Programa corto | Programa libre | Total    |
| 24–29 de diciembre de 2019  | Campeonato Nacional de Rusia 2020 |                |                |          |
| 8–10 de noviembre de 2019   | Copa de China 2019                | 4 65.57        | 2 143.53       | 3 209.10 |
| 18–20 de octubre de 2019    | Skate America 2019                | 5 67.28        | 3 138.69       | 3 205.97 |
| 11–13 de octubre de 2019    | CS Trofeo de Finlandia 2019       | 2 72.66        | 2 139.87       | 2 212.53 |
| 13–15 de septiembre de 2019 | 2019 CS Trofeo de Lombardia 2019  | 1 73.66        | 2 140.72       | 2 214.38 |

| Temporada 2018-2019                    |                                           |                |                |                   |
| Fecha                                  | Evento                                    | Programa corto | Programa libre | Total             |
| 11–14 de abril de 2019                 | Trofeo Mundial por equipos de la ISU 2019 | 2 80.54        | 1 153.89       | 3 (equipo) 234.43 |
| 6–9 de diciembre de 2018               | Final del Grand Prix 2018-2019            | 3 70.65        | 3 144.67       | 3 215.32          |
| 9–11 de noviembre de 2018              | Trofeo NHK 2018                           | 1 76.17        | 3 142.85       | 3 219.02          |
| 26–28 de octubre de 2018               | Skate Canada International 2018           | 1 74.22        | 3 129.10       | 1 203.32          |
| 4–7 de octubre de 2018                 | CS Trofeo de Finlandia de 2018            | 1 73.83        | 3 129.02       | 1 202.85          |
| 12–16 de septiembre de 2018            | CS Trofeo de Lombardia 2018               | 1 65.69        | 1 140.38       | 1 206.07          |
| Temporada 2017-2018                    |                                           |                |                |                   |
| Fecha                                  | Evento                                    | Programa corto | Programa libre | Total             |
| 21–24 de diciembre de 2017             | Campeonato de Rusia de 2018               | 6 71.07        | 8 130.99       | 7 202.06          |
| 6–9 de diciembre de 2017               | CS Golden Spin de Zagreb de 2017          | 1 68.47        | 5 107.43       | 3 175.90          |
| 17–19 de noviembre de 2017             | Internationaux de France 2017             | 11 53.03       | 8 114.62       | 9 167.65          |
| 3–5 de noviembre de 2017               | Copa de China 2017                        | 5 67.10        | 6 129.58       | 7 196.68          |
| 6–8 de octubre de 2017                 | Trofeo CS Finlandia de 2017               | 1 67.82        | 4 121.31       | 3 189.13          |
| 14–17 de septiembre de 2017            | Trofeo CS Lombardia de 2017               | 6 58.91        | 6 125.84       | 6 184.75          |
| Temporada 2016-2017                    |                                           |                |                |                   |
| Fecha                                  | Evento                                    | Programa corto | Programa libre | Total             |
| 2–5 de marzo de 2017                   | Nordics Open de 2017                      | 2 60.72        | 2 117.41       | 2 178.13          |
| 1–5 de febrero de 2017                 | Universiada de invierno 2017              | 2 69.01        | 6 102.67       | 4 171.68          |
| 20–26 de diciembre de 2016             | Campeonato de Rusia de 2017               | 6 69.17        | 10 125.35      | 8 194.52          |
| 7–10 de diciembre de 2016              | CS Golden Spin de Zagreb de 2016          | 5 63.01        | 1 129.02       | 2 192.03          |
| 18–20 de noviembre de 2016             | Copa de China 2016                        | 4 64.88        | 2 127.69       | 3 192.57          |
| 28–30 de octubre de 2016               | Skate Canada International 2016           | 3 66.79        | 5 121.20       | 4 187.99          |
| 6–10 de octubre de 2016                | Trofeo CS Finlandia de 2016               | 4 62.99        | 4 102.60       | 4 165.59          |
| 22–24 de noviembre de 2016             | Trofeo CS Nebelhorn de 2016               | 1 65.20        | 2 120.73       | 2 185.93          |
| Temporada 2015-2016                    |                                           |                |                |                   |
| Fecha                                  | Evento                                    | Programa corto | Programa libre | Total             |
| 24–27 de diciembre de 2015             | Campeonato de Rusia de 2016               | 9 63.68        | 6 131.06       | 8 194.74          |
| 2–5 de diciembre de 2015               | Golden Spin de Zagreb 2015                | 1 69.48        | 1 131.85       | 1 201.33          |
| 26–29 de noviembre de 2015             | Copa de Varsovia de 2015                  | 1 64.18        | 1 128.75       | 1 192.93          |
| 13–15 de noviembre de 2015             | Trofeo Éric Bompard 2015                  | 5 56.21        | cancelado      | 5 56.21           |
| 30 de octubre – 1 de noviembre de 2015 | Skate Canada International 2015           | 7 55.37        | 1 133.62       | 2 188.99          |
| 15–18 de octubre de 2015               | Copa de Nice 2015                         | 2 59.12        | 1 120.11       | 1 179.23          |
| 3 de octubre de 2015                   | Abierto de Japón 2015                     | –              | 3 128.34       | 3T/3P             |
| Temporada 2014-2015                    |                                           |                |                |                   |
| Fecha                                  | Evento                                    | Programa corto | Programa libre | Total             |
| 16–19 de abril de 2015                 | ISU Trofeo por equipos de 2015            | 2 70.93        | 1 134.21       | 2T/1P 205.14      |
| 23–29 de marzo de 2015                 | Campeonato del Mundo 2015                 | 1 77.62        | 1 132.74       | 1 210.36          |
| 3–6 de marzo de 2015                   | Campeonato de Rusia de 2015               | 1 67.50        | 1 146.05       | 1 213.55          |
| 11–15 de febrero de 2015               | Abierto de Baviera 2015                   | 1 66.75        | Abandonó       | –                 |
| 28 de enero – 1 de febrero de 2015     | Campeonato de Europa 2015                 | 2 69.02        | 1 141.38       | 1 210.40          |
| 24–28 de diciembre de 2014             | Campeonato de Rusia 2015                  | 2 73.62        | 2 138.73       | 2 212.35          |
| 11–14 de diciembre de 2014             | Final del Grand Prix 2014–15              | 1 67.52        | 1 136.06       | 1 203.58          |
| 21–24 de noviembre de 2014             | Copa de Varsovia 2014                     | 1 67.83        | 1 128.83       | 1 196.66          |
| 7–9 de noviembre de 2014               | Copa de China 2014                        | 2 67.99        | 1 128.61       | 1 196.60          |
| 24–26 de octubre de 2014               | Skate America de 2014                     | 1 67.41        | 2 122.21       | 2 189.62          |
| 15–19 de octubre de 2014               | Copa de Nice 2014                         | 1 65.15        | 1 121.55       | 1 186.70          |
| 9–12 de octubre de 2014                | Trofeo de Finlandia 2014                  | 1 67.05        | 1 126.26       | 1 193.31          |
| 25–27 de noviembre de 2014             | Trofeo Nebelhorn 2014                     | 2 64.94        | 1 127.71       | 1 192.65          |
| 9–13 de septiembre de 2014             | Campeonato de Rusia 2015                  | 1 64.23        | 1 105.42       | 1 169.65          |
| Temporada 2013-2014                    |                                           |                |                |                   |
| Fecha                                  | Evento                                    | Programa corto | Programa libre | Total             |
| 24–26 de diciembre de 2013             | Campeonato de Rusia de 2014               | 9 59.81        | 9 115.78       | 10 175.59         |
| 5–8 de diciembre de 2013               | Golden Spin de Zagreb 2013                | 3 58.81        | 3 110.43       | 3 169.24          |
| 22–24 de noviembre de 2013             | Copa Rostelecom 2013                      | 5 60.16        | 5 111.71       | 4 171.87          |
| 18–20 de octubre de 2013               | Skate America de 2013                     | 9 53.20        | 3 123.55       | 4 176.75          |
| 4–6 de octubre de 2013                 | Trofeo de Finlandia 2013                  | 6 52.13        | 2 121.32       | 3 173.45          |
| Temporada 2012-2013                    |                                           |                |                |                   |
| Fecha                                  | Evento                                    | Programa corto | Programa libre | Total             |
| 11–14 de abril de 2013                 | ISU Trofeo por equipos 2013               | 10 49.94       | 8 102.22       | 4T/10P 152.16     |
| 13–17 de marzo de 2013                 | Campeonato del Mundo 2013                 | 14 54.72       | 8 119.52       | 10 174.24         |
| 23–27 de enero de 2013                 | Campeonato de Europa 2013                 | 4 57.18        | 1 131.67       | 3 188.85          |
| 25–28 de diciembre de 2012             | Campeonato de Rusia 2013                  | 1 69.50        | 1 127.07       | 1 196.57          |
| 6–9 de diciembre de 2012               | Final del Grand Prix 2012–13              | 5 56.61        | 2 117.14       | 5 173.75          |
| 16–18 de diciembre de 2012             | Trofeo Éric Bompard 2012                  | 3 58.26        | 2 121.36       | 2 179.62          |
| 26–28 de octubre de 2012               | Skate Canada International 2012           | 6 55.10        | 3 112.90       | 4 168.00          |